# Elijah S. Grammer
Elijah S. Grammer (Quincy, 1868. április 3. – Seattle, 1936. november 19.) az Amerikai Egyesült Államok szenátora (Washington, 1932–1933).